# Orhan Ademi
Orhan Ademi (* 28. Oktober 1991 in Altstätten, Kanton St. Gallen) ist ein Schweizer Fussballspieler, der auch die Staatsbürgerschaft Nordmazedoniens besitzt.

## Karriere

### Verein
Ademi begann seine aktive Profikarriere bei der Amateurmannschaft des SCR Altach in Vorarlberg. Ab Oktober 2008 stand er im Kader der Bundesligamannschaft des Vereins. Sein Debüt in der österreichischen Bundesliga absolvierte er am 8. November 2008 bei der 1:5-Auswärtsniederlage gegen den SK Rapid Wien, als er in der 69. Spielminute für Oliver Mattle eingewechselt wurde. Nach der Saison 2008/09 stieg er mit der Mannschaft in die zweitklassige Erste Liga ab. 2010 wurde er zu Vorarlbergs Aufsteiger des Jahres gewählt.
Zur Saison 2012/13 wechselte Ademi von Altach zum deutschen Zweitligisten Eintracht Braunschweig, für den er am 5. August 2012 (1. Spieltag) sein erstes Zweitligator – unmittelbar nach seiner Einwechslung in der 68. Minute – im Heimspiel gegen den 1. FC Köln erzielte. In seinem ersten Jahr in Braunschweig hatte er insgesamt 30 Einsätze in der 2. Liga und traf viermal.
Am Ende der Saison 2012/13 stieg er mit Eintracht Braunschweig in die Bundesliga auf, in der er am 18. August 2013 (2. Spieltag) bei der 1:2-Niederlage im Auswärtsspiel gegen Borussia Dortmund sein Debüt gab. Sein erstes Bundesligator erzielte er am 19. Oktober 2013 (9. Spieltag) bei der 2:3-Niederlage im Heimspiel gegen den FC Schalke 04 mit dem Treffer zum 1:0 in der 20. Minute. Insgesamt kam er in seiner ersten Bundesligasaison auf 25 Einsätze, bei denen er jedoch 17 Mal eingewechselt wurde. Im Mai 2014 verlängerte er seinen Vertrag vorzeitig bis 2017. Die Eintracht stieg am Ende aus der Bundesliga ab.
In der darauffolgenden Zweitligaspielzeit kam Ademi kaum noch zum Einsatz. Im Winter 2014/15 wurde er bis zum Saisonende an den Ligakonkurrenten VfR Aalen ausgeliehen. Den Abstieg des Ligarivalen konnte er trotz drei Treffern an den letzten vier Spieltagen nicht verhindern.
Im August 2016 kehrte er nach Österreich zurück, wo er sich der SV Ried anschloss, bei der er einen bis Juni 2017 gültigen Vertrag erhielt.
Nach dem Abstieg aus der Bundesliga verliess er Ried nach der Saison 2016/17. Im August 2017 kehrte er nach Deutschland zurück, wo er sich dem Drittligisten Würzburger Kickers anschloss, bei dem er einen bis Juni 2019 gültigen Vertrag erhielt. Sein Debüt für die Kickers gab er am 20. August 2017 gegen Hansa Rostock. In den folgenden zwei Jahren bestritt er 68 Drittligaspiele, in denen er 23 Tore erzielte. Im Sommer 2019 gewann er mit den Kickers den Bayerischen Landespokal.
Zur Saison 2019/20 kehrte Ademi nach Braunschweig zurück. Mit der Eintracht feierte er als Tabellendritter den Aufstieg in die 2. Bundesliga. Er blieb jedoch in der Drittklassigkeit und wechselte zur Saison 2020/21 zum MSV Duisburg. Nach zwei Saisons in Duisburg schloss er sich im Sommer 2022 dem rumänischen Verein UTA Arad an. Von dort kehrte er im Januar 2023 in die 3. Liga zurück, wo er sich dem VfB Oldenburg anschloss. Im Lauf der Rückrunde kam er dort zu zwölf Einsätzen, in denen er ohne Torerfolg blieb. Am Saisonende stieg er mit der Mannschaft ab und verliess anschliessend den Verein. Ab Oktober 2023 stand er beim 1. FC Bocholt in der Regionalliga West unter Vertrag. Aufgrund einer fehlerhaften Abmeldung als Spieler seines vorherigen Vereins war er dort jedoch erst ab Januar 2024 spielberechtigt. Nach lediglich vier Einsätzen in der Liga verließ er den Verein am Saisonende wieder.
Im Anschluss beendete er seine Profikarriere und kehrte in seine Heimat im St. Galler Rheintal zurück, wo er sich im Sommer 2024 dem Fünftligisten FC Widnau anschloss.

### Nationalmannschaft
Im Oktober 2012 wurde Ademi anlässlich der Entscheidungsspiele für den Einzug in die Endrunde der U21-Europameisterschaft 2013 gegen die Auswahl Deutschlands erstmals in das Kader der Schweizer U21-Nationalmannschaft berufen, kam jedoch nicht zum Einsatz.

## Erfolge
- Aufstieg in die Bundesliga: 2013  (mit Eintracht Braunschweig)
- Aufstieg in die 2. Bundesliga: 2020 (mit Eintracht Braunschweig)